# بول جوزيف ويتز
بول جوزيف ويتز (بالإنجليزية: Paul Joseph Weitz)‏‏ (25 يوليو 1932 - 23 أكتوبر 2017) هو ضابط، ورائد فضاء من الولايات المتحدة الأمريكية . ولد في إيري، بنسيلفانيا .

## ريادة الفضاء
شارك في المهمات الفضائية:
- سكايلاب 2
- STS-6
- سكاي لاب.

## التعليم
تعلم في جامعة ولاية بنسلفانيا

## الخدمة العسكرية
خدم في بحرية الولايات المتحدة.

## جوائز
حصل على جوائز منها:
- وسام الجو
- Harmon Trophy.